# Ronald Solomon
Ronald „Ron“ Solomon (* 15. Dezember 1948 in New York City) ist ein US-amerikanischer Mathematiker, der sich mit endlichen Gruppen beschäftigt.
Solomon studierte am Queens College und promovierte 1971 an der Yale University bei Walter Feit (Finite Groups with Sylow 2-Subgroups of the Type of the Alternating Group on Twelve Letters). Ab 1972 begann seine Beteiligung am Klassifizierungsprogramm der endlichen einfachen Gruppen, nachdem er einen Vortrag von Daniel Gorenstein hörte. Er war zwei Jahre Dickson Instructor an der University of Chicago und 1974/75 an der Rutgers University, bevor er Professor an der Ohio State University wurde, wo er seitdem lehrt. 2006 erhielt er den Levi-L.-Conant-Preis.
Mit Gorenstein und Richard Lyons schrieb er eine mehrbändige Reihe über das Klassifikationsprogramm der endlichen einfachen Gruppen im Rahmen eines Projekts zur Überprüfung des Beweises (GLS-Projekt).  Für The Classification of finite simple groups: groups of characteristic 2 type (AMS, 2011) erhielt er mit Lyons, Aschbacher und Stephen D. Smith 2012 den Leroy P. Steele Prize. 1997 erhielt er den Distinguished Teaching Award der Ohio State University. Er ist Fellow der American Mathematical Society.

## Schriften
- mit Daniel Gorenstein, Richard Lyons: The classification of the finite simple groups, American Mathematical Society, Mathematical Surveys and Monographs 40.1 bis 40.6, 6 Bände, 1994 bis 2005
- Solomon „A brief history of the classification of finite simple groups“, BAMS, Bd. 38, 2001, Heft 3, PDF-Datei (erhielt den Conant-Preis)
- Abstract algebra, Belmont/Kalifornien, Thompson Brooks/Cole 2003